# China Grand Auto
China Grand Auto est un concessionnaire automobile en Chine.

## Histoire
China Grand Auto est créé en 2006 par l'américain TPG Capital et le chinois Xinjiang Guanghui Industry Investment (Group) Co avec un apport initial de $439 millions.
En 2009, China Grand Auto dispose de 230 magasins en Chine, et affiche un chiffre d'affaires de $5 milliards, pour $130 millions de bénéfices.
En avril 2010, TPG Capital vend au public pour 1 milliard $ d'actions de China Grand Auto.
En 2014, TPG vend sa participation de 39 % de China Grand Auto à Haitong Securities.
En août 2014, China Grand Auto signe un partenariat avec le groupe Alibaba en vue de créer une plateforme de vente d'automobiles de seconde main sur le site d'échange Taobao, un équivalent d'eBay Motors pour la Chine.
En décembre 2015, China Grand Auto rachète à son ancien propriétaire TPG une participation de 53,6 % dans Baoxin Auto Group, un groupe de vente automobile de luxe, pour environ 1 milliard de dollars.
Le 23 mai 2016, Wang Xinming est nommé président de la société.

## Activité
China Grand Auto  dispose d'un réseau de 500 magasins de vente automobile en Chine. En 2013, China Grand Auto proposait 50 marques de voitures différentes, et a vendu près de 550 000 voitures dans l'année. Son chiffre d'affaires cette année-là s'est élevé à $14 milliards, pour $290 millions de bénéfices. Les magasins China Grand Auto propose également des services d'entretien automobile.